# Piquet

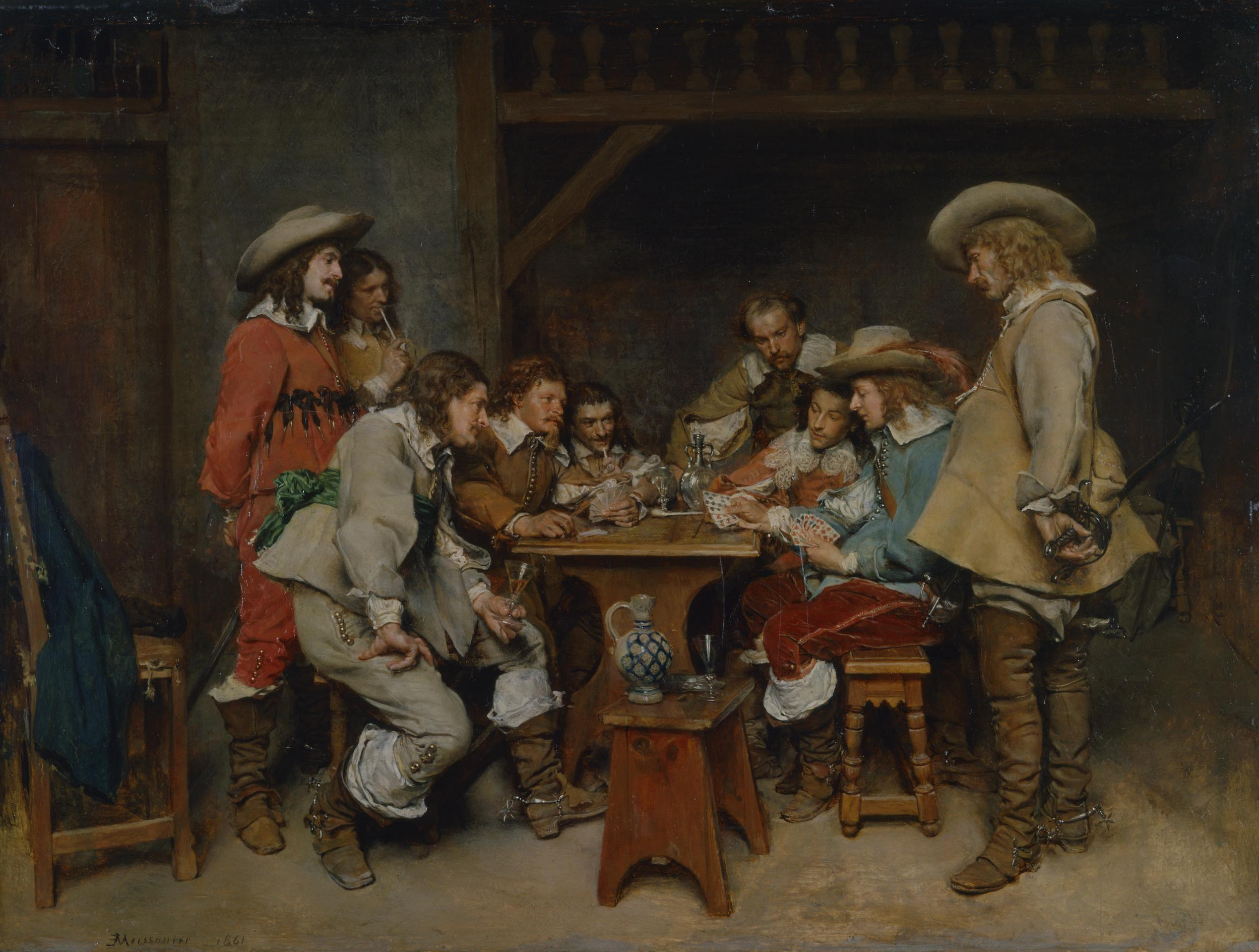
Ernest Meissonier, Die Pikettpartie (1861)

Piquet (deutsch: Pikett oder Rummelpikett, früher auch Piket) gilt als eines der interessantesten und anspruchsvollsten Kartenspiele für zwei Personen. Piquet kann aber nach derselben Methode wie etwa Écarté oder Backgammon auch als Piquet-Chouette zu drei oder mehr Personen gespielt werden.
Die ersten systematischen Darstellungen von Piquet im 17. Jahrhundert behaupten zwar eine sehr viel frühere Tradition, doch gibt es hierfür (noch) keine Belege. So ist die Erwähnung als „Novität“ in Gargantua und Pantagruel, dem grobianischen Schelmenroman von François Rabelais von 1532, einer der ersten Nachweise eines französischen Ursprungs. Für diesen spricht auch, dass erst 1625 mit der Hochzeit von Henriette Marie de Bourbon mit dem englischen König Karl I. mit dem Hofstaat aus Paris dieses Kartenvergnügen in London populär wurde. Im Historienfilm Amber, die große Kurtisane wird das Spielvergnügen am englischen Hof detailgetreu geschildert.
Die ältesten deutschsprachigen Regeln stammen von August II. von Braunschweig-Wolfenbüttel, der für sein Interesse an Spielen bekannt ist. Seine Piquet-Regeln wurden allerdings nie zu Lebzeiten veröffentlicht.
Zur schnellen Verbreitung des Spiels trug bei, dass im Barock zum einen die Figuren des Kartenspiels und die sich ergebenden Konstellationen auf die Spielenden übertragen wurden, zum anderen in der höfischen Gesellschaft sich die festen Hierarchiegrenzen nicht nur, aber eben auch durch „Glück“ überwinden ließen. Auch mit Fortunas Hilfe zu Wohlstand kommen zu können, war hilfreich. Dieses Ineinander der Motive Liebe, Glück und Aufstieg ist dann auch Grundthema der belletristischen Schilderung von Piquet als dem populärsten Kartenspiel seiner Zeit. So wird es selbst in der pietistischen Literatur aufgegriffen, z. B. bei Wilhelm Köster (1765–1802). „Amor und mein Mädchen, Lina,/ Spielten einst Pikett um Küsse/ Amor aber musste zahlen./ Dann verspielt er seinen Köcher,/ Seinen Bogen, seine Pfeile,/ Und die Tauben seiner Mutter,/ Und den Zug von Spatzen auch noch.“
Die folgende Darstellung der Regeln stützt sich auf Meyers Konversationslexikon von 1888.

## Die Regeln

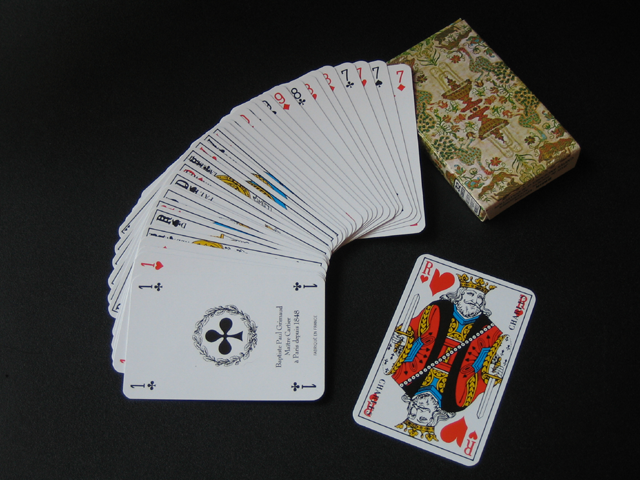
Ein Paket Piquet-Karten

Piquet wird mit 32 Blatt französischer Spielkarten, der sogenannten Piquetkarte oder Pikettkarte, seltener auch mit deutschen Karten gespielt. Das Ass zählt elf, die Bilder zählen zehn Augen, die anderen Karten nach ihrer Bezeichnung. Gestochen wird nach der natürlichen Ordnung: Ass – König – Dame – Bube –10 – 9 – 8 – 7, es gibt keine  Trümpfe. Es wird entweder nach Partien oder nach Augen gespielt. Beim Spiel nach Partien wird nicht weiter als bis zu 100 Augen gespielt. Erreicht der Verlierende nicht 50 Augen, so muss er das Doppelte des ausgemachten Preises zahlen. Eine Partie besteht aus sechs einzelnen Spielen, wobei das Geben von Spiel zu Spiel wechselt. Jeder Spieler erhält zwölf Karten. Die übrigen acht Karten werden verdeckt als Talon (Stapel) auf den Tisch gelegt. Dabei ist es üblich, die oberen fünf quer über die unteren drei zu legen.
Der erste Spieler, die sogenannte Vorhand, welche vor Beginn der Partie durch Los bestimmt wurde, legt nun diejenigen drei bis fünf Karten, die ihm am wenigsten zu nützen scheinen, verdeckt beiseite und ersetzt sie durch Ziehen der oberen Karten vom Talon. Danach verfährt der Gegner in gleicher Weise, wobei auch er mindestens drei Karten wechselt und höchstens so viele, wie die Vorhand übrig gelassen hat.
Nun werden die Blätter bewertet, d. h., es wird der Wert der Hände, der sich aus besonderen Kartenkombinationen ergibt, angesagt. Man unterscheidet:
- den Rummel (oder das Blatt),
- die Sequenzen (oder Folgen) und
- die Kunststücke.

Rummel nennt man die Farbe, von welcher der Spieler die meisten Blätter in der Hand hat; jede Karte davon zählt einen Point (frz. für Punkt), d. h., besitzt ein Spieler fünf Blätter der gleichen Farbe, so darf er sich dafür 5 Points notieren; ein Rummel von sechs Blättern zählt daher 6 Points usw.
Folge oder Sequenz nennt man die in einer Reihe aufeinander folgenden Blätter von derselben Farbe. Nach ihrem Umfang haben sie besondere Namen und Werte. Eine Reihe von drei Karten heißt Terz (und gilt drei Points), von vier Quarte (vier Points), von fünf Quinte (fünfzehn Points), von sechs Sexte (sechzehn Points), von sieben Septime (siebzehn Points) und von acht Karten Oktave (achtzehn Points). Ein Kunststück ist das vier- oder dreifache Vorhandensein von Karten im Wert zwischen Ass und Zehn; im ersteren Fall wird es Geviert, im andern Gedritt genannt; dieses gilt drei, jenes vierzehn Points.
Bei der Bewertung ist zu beachten, dass eine Karte, die bereits in einem Rummel gezählt wurde, auch später in einer Sequenz Verwendung finden kann: Besitzt ein Spieler eine Sexte, so meldet er zuerst die sechs Karten als Rummel und später nochmals als Sequenz. Ebenso dürfen Karten, die in einem Rummel oder einer Sequenz bewertet wurden, später zur Bildung eines Kunststücks herangezogen werden.
Nach geschehener Zählung spielt die Vorhand aus. Es muss stets Farbe bekannt werden. Jedes einzelne Ausspielen und jeder gemachte Stich zählen einen Point; doch wird, wenn der Ausspieler auch den Stich macht, ihm für beides zusammen nur ein Point gerechnet. Für den letzten Stich, der beim Ausspielen der zwölf Karten gemacht wird, zählt man zumeist drei Points. Wer die größere Zahl von Stichen gemacht hat, rechnet dafür zehn Points. Haben beide Spieler je sechs Stiche gemacht, so bleiben diese stehen und werden je nach Übereinkunft demjenigen zugeschrieben, der im nächsten Spiel die meisten Stiche macht.
Ist der Gegner nicht imstande, etwas Gültiges anzusagen, und kann er keinen einzigen Stich machen, so zählt die Vorhand, wenn sie eine Anzahl von Augen angesagt hat und mit diesen durch das ununterbrochen Ausspielen bis auf 30 gekommen ist, statt 30 nun 60 (macht einen Sechziger oder Pique) und zählt weiter mit 61, 62 etc. Wenn einer der Spieler nichts Gültiges anzumelden hat, der andere aber durch fortgesetztes Anmelden bis auf 30 kommt, so macht er einen Neunziger oder Repique. Macht einer alle Stiche (Capot oder Vole), so zählt er dafür 30 extra.
Hat einer der Spieler nach beendigtem Kauf keine Bilder (Figuren), so nennt man dies Cartes blanches, und der Spieler erhält dafür zehn Points. Gewöhnlich wird hierbei auch die Zehn als Bild betrachtet.
Abrechnung wird wie folgt vorgenommen: Hat der Verlierer weniger als 100 Punkte, so hat er den Rubicon nicht überschritten und der Gewinner erhält die Summe (!) der Punktezahlen der beiden Spieler zuzüglich weiterer 100 Punkte. Dies gilt insbesondere auch dann, wenn der Gewinner selbst ebenfalls weniger als 100 Punkte erzielen konnte. Hat der Verlierer aber 100 Punkte melden können, so gewinnt der Sieger die Differenz der Punktezahlen zuzüglich weiterer 100 Punkte. Sollten nach sechs einzelnen Spielen beide Spieler gleich viele Punkte aufweisen, so folgen zwei weitere Spiele (sodass beide Spieler gleich oft die Karten teilen); sollte dann noch immer Gleichstand herrschen, so gilt die Partie als Unentschieden.
Nach den Regeln des Londoner Portland Club schreibt man für den letzten Stich nur einen statt drei Punkte. Die Meldung von Cartes blanches bedeutet, dass ein Spieler keine Könige, Damen und Buben hält. Zehner (und auch Asse) dürfen bei der Meldung von Cartes blanches jedoch gehalten werden.

### Darstellungen
- Le Jeu du picquet Paris: Charles Hulpeau 1631.
- Le jeu du Picquet. Das Picket-Spiel. Leipzig: Heinrich Nerlich 1638. Digitalisat

- Le jeu du Picquet. Das Picket-Spiel. Leipzig: Heinrich Nerlich 1640. Nachgewiesen Cammansche Bibliothek/Stadtbibliothek Braunschweig, C 473/3, VD17 56:733105P
- Picket-Spiel Wie mann das selbige recht und wohl Spielen soll. Leipzig: Heinrich Nerlich 1645. Digitalisat
- Le jeu du Picquet, Das Picket Sambt dem Munth oder Thurn Spiel Frankfurt a. M.: Christian Siegesfried 1646. Digitalisat
- Les nouveaux jeux du piquet de la cour. ca. 1650. Nachgewiesen Bayerische Staatsbibliothek München, 4 Gall.g. 161 m#Beibd.22, urn:nbn:de:bvb:12-bsb10159593-6.
- The royall and delightfull game of picquet. Written in French: and now rendred into English out of the last French edition. Printed for J. Martin, and J. Ridley, and are to be sold at the Castle in Fleet-street nere Ram-Alley, London 1651.
- Le Royal Jeu De L'Ombre Et Du Piquet, Augmentés de divers Jeux de Carte, nouvellement inventés comme ils sont ici-bas marqués.  Ellinckhuysen, La Haye 1690 (erweiterte Regeln zur Ausgabe von 1650).
- Das Königliche L'Ombre Und Piquet-Spiel. Mit unterschiedenen neu erfundenen curieusen Karten und andern Spielen nach den jetzigen Gebrauch beschrieben und vermehret. 1697. Nachgewiesen  Staatliche Bibliothek Regensburg, Philos.1116, urn:nbn:de:bvb:12-bsb11109972-2.
- de LaMarinière: La Maison Academique. Darin: Les Jeux du Piquet, Seite 1–17. Van Elinckhuysen, La Haye, 1702 (Digitalisat).
- Charles Cotton: The compleat gamester : or, instructions how to play at all manner of usual, and most gentile games, either on cards, dice, billiards, trucks, bowls, or chess. Also the arts and misteries of riding, racing, archery and cock-fighting. To which is added, the game at basset. With a Discourse of Gaming in general. The Description of a Gaming Ordinary, and the Character of a Gamester. With a song on the Game at Piquet. All Regulated by the most Experienc'd Masters. Printed for Charles Brome, at the Gun, the West End of St. Paul's-Church, (Nachdruck) London 1710.
- Richard Seymour: The court gamester : or, full and easy instructions for playing the games now in vogue, after the best method; as they are play'd at court, and in the Assemblies, viz. Ombre, Picquet, And The Royal Game of Chess. Wherein The Frauds in Play are detected, and the Laws of each Game annex'd, to prevent Disputes. Written for the Use of the Young Princess. Printed for E. Curll in Fleet-Street, London 1719.
- Edmond Hoyle: A short treatise on the game of whist : Containing the laws of the game: and also some rules, whereby a Beginner may, with due Attention to them, attain to the Playing it well. Calculations for those who will bet the odds on any Point of the Score of the Game then playing and depending. Cases stated, to shew what may be effected by a very good Player in Critical Parts of the Game. References to Cases, viz. at the End of the Rule you are directed how to find them. Calculations, directing with moral Certainty, how to play well any Hand or Game, by shewing the Chances of your Partner's having 1, 2, or 3 Certain Cards. With variety of cases added in the appendix. Printed by John Watts for the author, London 1742. Hier ist Piquet noch eine Spielvariante.
- Edmond Hoyle: A short treatise on the game of piquet : Computations for those who bet their money at the game. To which are added, some rules and observations for playing well at chess. F. Cogan, London 1744.
- Edmond Hoyle: Games of Whist, Quadrille Piquet quinze Vingt un. P.& W. Wynne, London 1807, 4. Auflage (Digitalisat)
- Heinrich Stich: Theoretisch-praktische Anleitung zum edlen Piquet-Spiele. Nach allen Regeln, Grundsätzen und bewährtesten Kenntnissen bearbeitet und durch zwölf Musterbeispiele erläutert. Haas, Wien 1823.
- Franz Unger: Das Kartenspiel Piquet. Verlag Mickl, Wien 1931.
- Thea Frank: Poch, Pikett, Tausend und eins, Besik, Binokel. Fünf kartenspiele zur Unterhaltung. Hörhold, Hildesheim 1954.
- Pikett. In: Spielkartenfabrik Altenburg (Hrsg.): Erweitertes Spielregelbüchlein aus Altenburg, Verlag Altenburger Spielkartenfabrik, Leipzig 1983, S. 154ff.

### Satiren und Allegorien
- Allamodisch Pickedt-Spiel. Auß dem Italiänischen ins Teutsche vertirt. circa 1631 (Allegorie auf den Dreißigjährigen Krieg, Digitalisat).
- Dänisches Piket-Spiel. 1659 (Allegorie auf den Zweiten Nordischen Krieg, Digitalisat).
- Ein Newes Picket Spiel, in welches sich unterschiedliche Personen ihre Fortun darinnen zu suchen eingelassen/ auch wie ungleich mancher das Glück favorisirt ist aus ihren eygnen hierüber gegebenen Judiciis abzunemen. Straßburg circa 1700 (Allegorie auf den Pfälzischen Erbfolgekrieg, Digitalisat).

### Belletristik
- Narcisse Fournier: La Partie de piquet, comédie-vaudeville en 1 acte, avec Henri Horace Meyer. Théâtre du Gymnase-Dramatique, Paris 1854
  - deutsche Übersetzung von Otto Randolf: Eine Partie Piquet. Lustspiel in einem Aufzug. Reclam, Leipzig 1899
- Adolf Bahn: Eine Partie Piquet: Lustspiel in 1 Akt. Nach dem Französischen. Keyßner, Meiningen 1855. Freie Bearbeitung von Fournier 1854 (Digitalisat)
- Wilhelmine von Hillern: Aus eigener Kraft. Roman in zwei Bänden. Ernst Keil’s Nachfolger, Leipzig 1873 (Digitalisat). Hier gehört das Piquet-Spiel zur nachmittäglichen Unterhaltung einer Zürcher jungen Dame.